# Runcu-Groși
Runcu-Groși este o arie protejată de interes național ce corespunde categoriei a IV-a IUCN (rezervație naturală de tip forestier), situată în județul Arad, pe teritoriul administrativ al comunei Bârzava.
Rezervația naturală aflată în Munții Zarandului, în bazinul râului Grosul, în nordul satului Groșii Noi, are o suprafață de 261,80 ha, și reprezintă o arie împădurită cu rol de protejare a speciilor arboricole de gorun (Quercus petraea) (cu vârste cuprinse între 100 și 180 de ani), ce vegetează în asociere cu specii de fag (Fagus sylvatica). La nivelul ierburilor sunt întâlnite specii floristice rare, printre care: vinarița (Asperula odorata), popilnicul (Asarum europaeum') sau colțișorul (Dentaria bulbifera).